# 琶杰
琶杰（1902年—1962年4月7日），中国蒙古族人，好来宝和乌力格尔（蒙古说书）艺人。曾任中国曲协理事，内蒙古文联委员等职。

## 生平
6岁时即会背诵说唱多首好来宝，7岁时在王府为奴。18岁时恢复自由身，游走内蒙古各地，成为流浪艺人。30岁后，创编了《三国演义》《水浒传》《凶狠的哈日》等新乌力格尔作品。1950年当选为内蒙古民间艺术工作者联合会理事，1951年，参加了内蒙古东部区文工团的工作，1960年10月，赴往内蒙古社会科学院语文历史研究所工作。1962年4月7日因病去世。